# محمد سليم قصاب حسن
محمد سليم بن أنيس بن سليم القصّابي (1853 - 7 أبريل 1916) عالم أدبي وشاعر سوري. ولد في دمشق وأصل أهله من الموصل ووالده هو الشاعر أنيس قصاب حسن. تعلم فيها واشتغل بالأدب ونَظَم الشعر. له مؤلفات نثرية وشعرية ضاع معظمه. 

## سيرته
ولد محمد سليم بن أنيس بن سليم بن حسن القصابي المعروف بـقصاب حسن في دمشق سنة 1853 م/ 1269 م وأصل أسرته من الموصل، انتقل منها أحد أجداده إلى دمشق سنة 1180 هـ/ 1766 م ووالده هو الشاعر أنيس قصاب حسن (1824 - 1891). اشتغل بالأدب ونظم الشعر وكان شغوفًا بالبديع، وله تواشيح.

نشأ فقيرًا فاكتنفه محمد باشا العظم الذي كان رئيساً لمجلس المبعوثين العثماني ووزيراً للأوقاف في العهد التركي، وقد مدحه ووالده علي باشا بقصائد كثيرة. وعندما تولى محمد باشا العظم الإشراف على تمديد خط حديد الحجاز، «وفي ليلة بينما كان محمد باشا المشـهور بالتقـى والصـلاح فـي الحـرم النبـوي أصابتـه غفـوة فـرأى الرسـول الأعظم صلى الله عليه وسلم في الرؤيا، وقد لمس جبينه بيده الطاهرة، وقال له: أوصيك خيراً بقصاب حسن، وكان الشاعر المترجم قد مدح الرسول الكريم صلى الله عليه وسلم بقصائده البليغة، فلما عاد محمد باشا العظم إلى دمشق أقام حفلة مولد دعا إليها العلماء والوجهاء والشعراء والأدباء وقص عليهم حادث الرؤيا، ثم أعطى الشاعر خمسة آلاف ليرة ذهبية، وفتح له محلًّا كبيراً بسوق الحميدية لبيع الأقمشة، وقد فتح الله عليه وتوسع رزقه، وبعد خمس عشرة سنة استرد محمد باشا العظم المبلغ منه بعد أن نال ما يصبوا إليه من ثراء ورغد في العيش.» 

توفي القصابي في 4  جمادى الثانية 1334/ 7 أبريل 1916‌ في مسقط رأسه. 

## شعره
كان شاعراً مجيداً ماهراً ينظم التواريخ، جمع شعره في ديوان سماه نشأة الصبا ونسمة الصبا، ويتضمن خمسة أبواب في المدح وتواريخ المولودين والمباني وفي الغزل، وفيه فصل بما نظمه مخمساً ومشطراً وفي الهجاء وفي الرثاء وتواريخ وفيات الأعيان وفي الموشحات.

## حياته الشخصية
تزوج لبيبة من أسرة السيوفي الدمشقية، فلم ينجب ولداً، فورثه أولاد أخيه، وقد أضاعوا تراثه الأدبي لسكناهم في الأستانة وعدم تقديرهم الأدب. 

## مؤلفاته
- نشأة الصبا ونسمة الصبا، ديوان شعره في صباه، 1880
- سحر البيان، ديوان شعره الثاني
- جهد المستطيع في أنواع البديع، شرح بديعية له، مطلعها «لو لا نسيم الصبا من حي ذي سلم/ ما كان قلبي صبا للبان والعلم».